# Suzy Amis
Suzy Amis Cameron, született Susan Elizabeth Amis (Oklahoma City, Oklahoma, 1962. január 5. –) amerikai színésznő és modell.

## Élete
Karrierje az 1980-as években kezdődött a Ford-Modell modellügynökségnél. Suzy 1997-ben megkapta a Titanic egyik szerepét, Lizzy Calvert. 1985-ben hozzáment Sam Robards színészhez, akitől 1993-ban elvált. 1997-ben a Titanic forgatásán megismerkedett James Cameronnal, akivel első látásba egymásba szerettek. James Cameron és Suzy Amis házasságából három gyermek született: Claire, Quinn, Elizabeth Rose. Jasper nevű gyermeke Sam Robardstól született.

## Filmográfia
| Év   | Cím                         | Eredeti cím               | Szerep                      |
| ---- | --------------------------- | ------------------------- | --------------------------- |
| 1999 | Az ítélet napja             | Judgment Day              | Tyrell                      |
| 1998 | Tűzvihar                    | Firestorm                 | Jennifer                    |
| 1997 | Exfeleség                   | The Ex                    | Molly Kenyon                |
| 1997 | A halál éjfélkor érkezik    | Dead by Midnight          | Lisa Larkin/Dr. Sarah Flint |
| 1997 | Titanic                     | Titanic                   | Lizzy Calvert               |
| 1997 | Végállomás a Saber folyónál | Last Stand at Saber River | Martha Cable                |
| 1996 | Váratlan fordulat           | One good turn             | Laura Forrest               |
| 1995 | Közönséges bűnözők          | The Usual Suspects        | Edie Finneran               |
| 1994 | Időzített bomba             | Blown Away                | Kate                        |
| 1993 | Légy résen!                 | Watch It                  | Anne                        |
| 1993 | Little Jo balladája         | The Ballad of Little Jo   | Little Jo                   |
| 1993 | Puha kis sasfészek          | Rich in Love              | Rae Odom                    |
| 1990 | Ahol a szív lakik           | Where the Heart Is        | Chloe                       |
| 1989 | Talpalatnyi tornádó         | Twister                   | Maureen Cleveland           |
| 1988 | Rocket Gibraltár            | Rocket Gibraltar          | Aggie Rockwell              |
| 1988 | Suli nyomozó                | Plain Clothes             | Robin Torrence              |

## További információ
- Suzy Amis a PORT.hu-n (magyarul)
- Suzy Amis az Internetes Szinkronadatbázisban (magyarul)
- Suzy Amis az Internet Movie Database-ben (angolul)
- Suzy Amis a Rotten Tomatoeson (angolul)